# Elisabeth Friederike Sophie von Brandenburg-Bayreuth

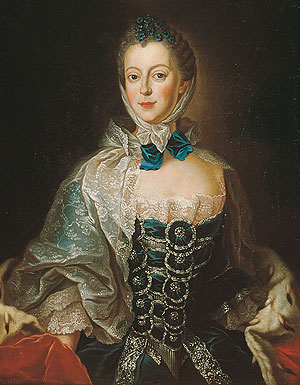
Elisabeth Friederike Sophie von Brandenburg-Bayreuth, Herzogin von Württemberg

Elisabeth Friederike Sophie von Brandenburg-Bayreuth  (* 30. August 1732 in Bayreuth; † 6. April 1780 ebenda) war geborene Prinzessin von Brandenburg-Bayreuth und Herzogin von Württemberg.

## Leben

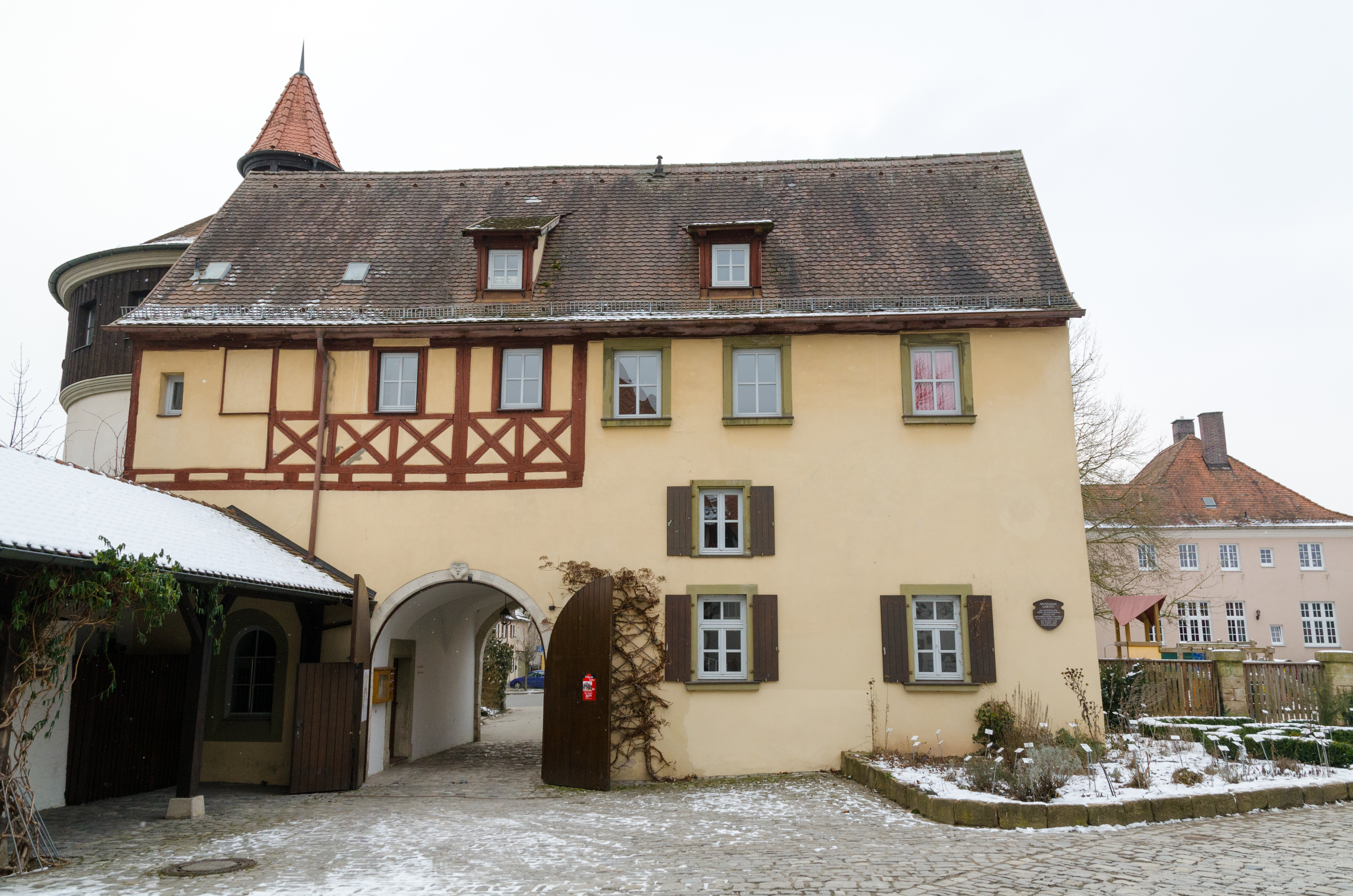
Torhaus des Alten Schlosses Neustadt an der Aisch – rechts der kleine, für Friederike angelegte Hofgarten, in dem eine Statue von ihr errichtet wurde

Prinzessin Elisabeth Friederike Sophie von Brandenburg-Bayreuth wurde als erstes und einziges Kind von Prinzessin Friederike Sophie Wilhelmine von Preußen, Lieblingsschwester von König Friedrich II. von Preußen, und Markgraf Friedrich von Brandenburg-Bayreuth in Bayreuth geboren. Die Ehe ihrer Eltern war zur Zeit der Geburt des Mädchens noch intakt. In den folgenden Jahren entfremdeten sich die Ehepartner jedoch, und Markgraf Friedrich wandte sich zum Schmerz seiner Gemahlin anderen Frauen zu. Seine Hauptmätresse war Wilhelmine Dorothee von der Marwitz, die Hofdame seiner Ehefrau. Das Ehepaar hoffte bis zuletzt auf einen Stammhalter, der jedoch nicht geboren wurde. Elisabeth Friederike Sophie wuchs somit als einziges Kind am Hof ihres Vaters in Bayreuth auf.
Elisabeth Friederike Sophie galt als eine der schönsten Prinzessinnen ihrer Zeit. Sie wurde von Casanova als schönste Prinzessin Deutschlands gerühmt. Als einziges Kind von Markgraf Friedrich und Markgräfin Wilhelmine wurde sie streng erzogen und auf eine standesgemäße Ehe vorbereitet.
Im Januar 1744 besuchte der regierende Herzog Carl Eugen von Württemberg Bayreuth und verliebte sich in die Tochter des Markgrafen. Friedrich II. förderte Elisabeth Friederike Sophies Verbindung mit Carl Eugen von Württemberg, der seit 1741 am preußischen Hof erzogen worden war. Obwohl sich auch der Markgraf von Brandenburg-Ansbach und der König von Dänemark um die Prinzessin bemühten, entschied sich Elisabeth Friederike Sophie für den Herzog von Württemberg. Am 22. Februar 1744 wurde sie im Alter von elf Jahren mit Carl Eugen verlobt.
Am 7. April 1748 ging Elisabeth Friederike Sophie in der Stadtkirche Heilig Dreifaltigkeit erstmals zum Abendmahl. Der Kirchenhistoriker Wilhem Kneule bezeichnete dieses Ereignis als „erste Konfirmation in Bayreuth“. Die Einführung einer „erweiterten Konfirmation“ erfolgte im Bayreuther Land erst nach 1780.
Die Vermählung der Prinzessin von Brandenburg-Bayreuth mit Herzog Carl Eugen von Württemberg fand am 26. September 1748 in Bayreuth statt; die Hochzeit ging als das prachtvollste Fest in die Geschichte der Markgrafschaft ein. Im Rahmen der Festlichkeiten wurde das Markgräfliche Opernhaus eröffnet und Gedenkmünzen mit den Brustbildern des jungen Paares wurden geprägt. Sie enthielten den Spruch „Wenn die angezündeten Flammen zehnmal verlöschen, werden sie nur heftiger brennen“. Anlässlich der Hochzeit erhielt die gesamte württembergische Infanterie preußischblaue statt weiße Uniformen. Um dem Bräutigam Bayreuth als reiche Stadt zu präsentieren, wurden die Schindeln der Vorderseiten der Hausdächer durch Dachziegel ersetzt. Die Hochzeitsfeierlichkeiten zogen sich über mehrere Wochen hin. Deren Vorbereitungen koordinierte der Oberhofmarschall Christoph Heinrich von Reitzenstein, der danach die Geldforderungen der Dienstleister abwickeln musste. Viele davon konnte der Bayreuther Hof, den die Hochzeit an den Rand der finanziellen Möglichkeiten gebracht hatte, nicht rechtzeitig begleichen. Noch Jahre später war er mit Zahlungserinnerungen konfrontiert.

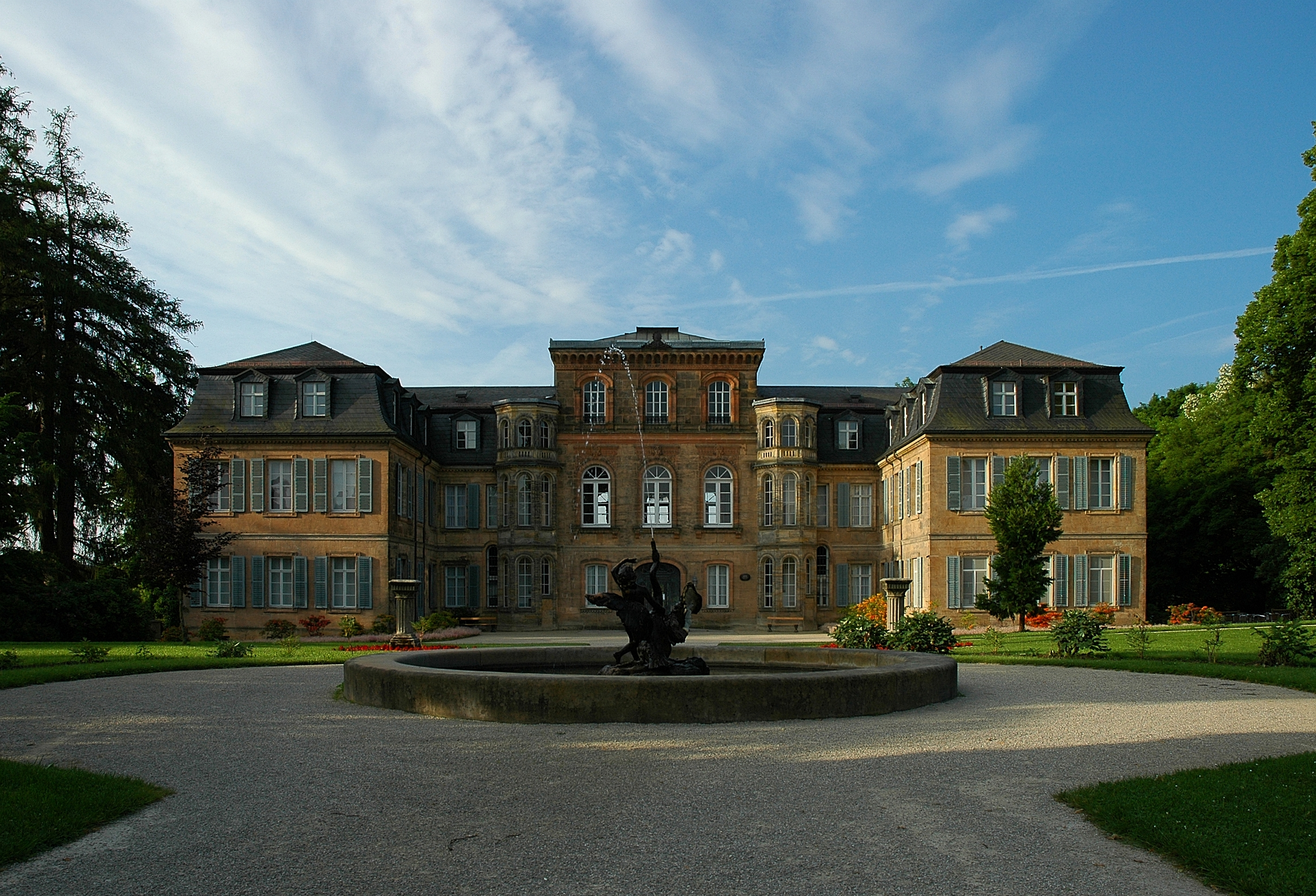
Schloss Fantaisie (nördliche Seite)

Grabmal in der Schlosskirche Bayreuth

Die Ehe war zunächst glücklich. Die sechzehnjährige Herzogin hatte aber keinen Einfluss auf die Politik ihres Herzogtums. Schon bald nahm es der Herzog mit der ehelichen Treue nicht mehr genau und vergnügte sich wieder mit seinen Mätressen. So kam es vermehrt zu Streitigkeiten zwischen den Ehepartnern. Zudem gebar Elisabeth Friederike statt des erhofften Sohnes ein Mädchen, Prinzessin Friederike Wilhelmine Augusta Luisa Charlotte von Württemberg. Das einzige Kind des Paares wurde am 19. Februar 1750 geboren und starb am 12. März 1751. Das Ausbleiben eines männlichen Erben mehrte die Konflikte zwischen dem Paar. Eine Italienreise hielt 1753 das Paar noch eine Weile zusammen. Als aber der Herzog nach der Heimkehr weiterhin zahlreiche Mätressen hielt, seiner Frau Demütigungen zumutete und 1756 ohne ihr Wissen despotisch Vertrauenspersonen der Herzogin, darunter ihre Freundin, die Kammersängerin Marianne Pirker, verhaften und ohne Gerichtsverfahren einkerkern ließ, kam es zum endgültigen Bruch zwischen dem Herzogspaar von Württemberg.
Während des Siebenjährigen Krieges trat Carl Eugen der Allianz von Österreich und Frankreich gegen Preußen und England bei und zerstörte damit die freundschaftliche Beziehung zum preußischen König. Im Herbst 1756 besuchte Elisabeth Friederike Sophie ihre Mutter in Bayreuth. Nachdem sie an deren Beerdigung 1758 in Bayreuth teilgenommen hatte, kehrte sie nicht mehr an den württembergischen Hof nach Stuttgart zurück. Noch zu Lebzeiten ihrer Mutter fertigte sie eine Abschrift von Voltaires Die Jungfrau. Den mit Wilhelmine bekannten Voltaire behandelte sie wie ihren Onkel und reiste ihm sogar nach Ferney nach. Erst 1759 gelang es ihrem Vater, eine Vereinbarung mit Carl Eugen zu treffen. Die Ehe sollte nicht geschieden werden und Elisabeth Friederike Herzogin von Württemberg bleiben. Carl Eugen und die württembergischen Landstände verpflichteten sich, ihr jährlich 54.000 Gulden Unterhalt zu zahlen. Im Gegenzug sicherte sich Carl Eugen das Recht, ihre Dienerschaft zu bestimmen. Dadurch blieb er über ihre Vorhaben unterrichtet und konnte ihre Lebensumstände beeinflussen.
Vom 27. Juli 1759 an lebte sie getrennt von ihrem Ehemann in Neustadt an der Aisch, wo sie sich zwar nicht sonderlich wohlfühlte, aber umgeben von eigenem Hofpersonal für annähernd fünf Jahre das Leben einer regierenden Herzogin führte.
Nach dem Tod ihres Vaters 1763 erbte sie das noch im Bau befindliche Schloss Fantaisie westlich von Bayreuth. Im Frühjahr 1765 wurde der bereits von Markgraf Friedrich begonnene Bau des Schlosses vollendet. So konnte sie es beziehen und nach ihren Vorstellungen als Mittelpunkt hoher Geistigkeit und stilvoller Feste einrichten. Sie gab der Anlage den Namen Schloss Fantaisie, den das Schloss heute noch trägt.
Sie starb 1780 im Alten Schloss zu Bayreuth und wurde wunschgemäß in der Bayreuther Schlosskirche an der Seite ihrer Eltern beigesetzt.